# Bleeding Kansas

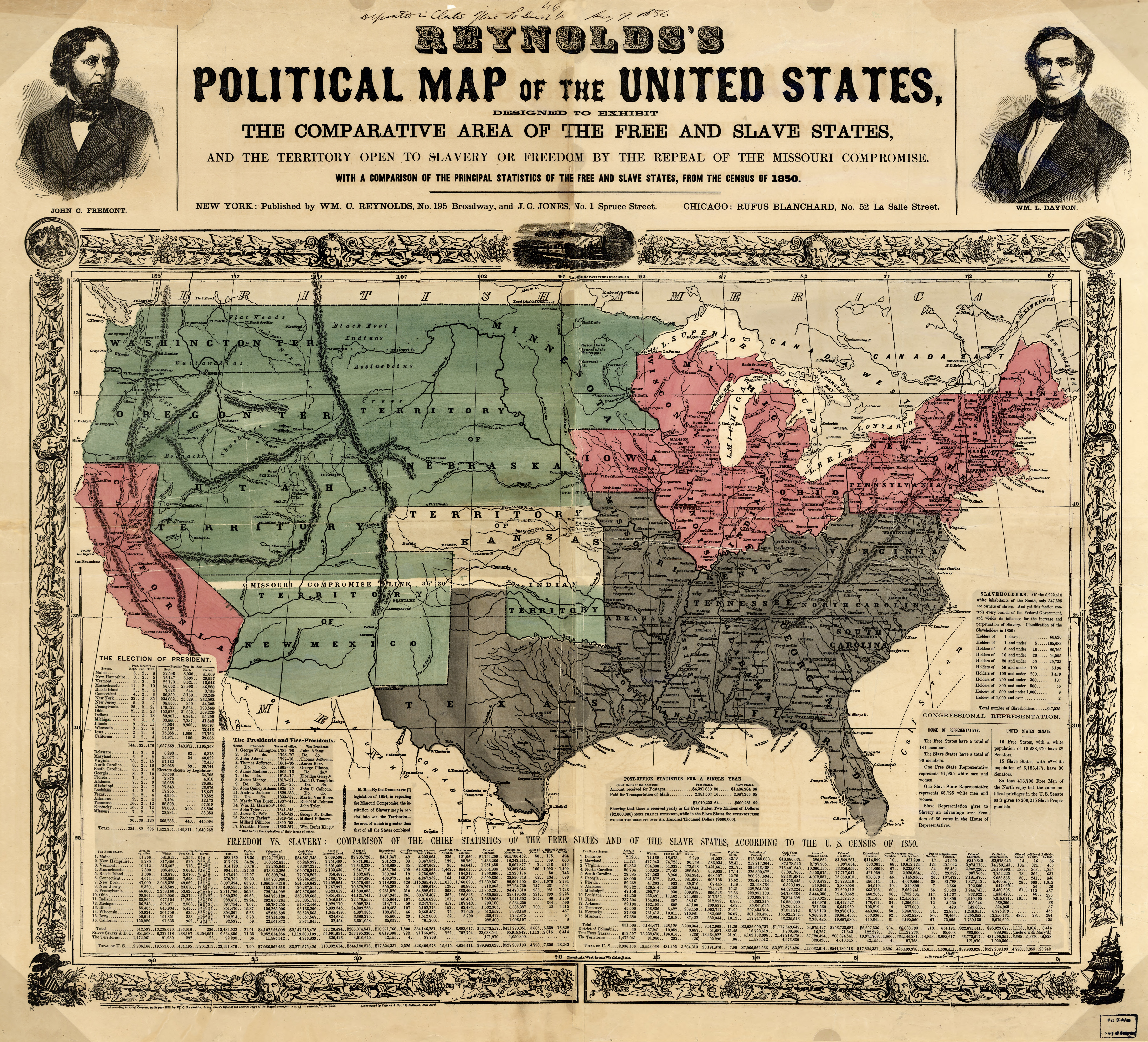
Mapa de 1856 que mostra els estats esclavistes (gris), els lliures (rosa), i els territoris (verd), amb Kansas al centre (blanc).

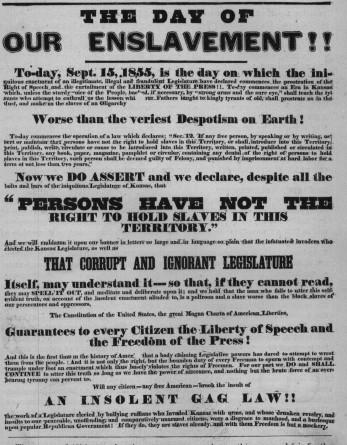
Cartell abolicionista del 1855.

Bleeding Kansas (Kansas sagnant), Bloody Kansas o la Guerra de fronteres van ser una sèrie d'enfrontaments civils violents als Estats Units entre 1854 i 1861, que van sorgir d'un debat polític i ideològic sobre la legalitat de l'esclavitud en l'estat proposat de Kansas. El conflicte es va caracteritzar per anys de frau electoral, raids, assalts i assassinats retributius realitzats per faccions rivals de "Free-Staters" anti-esclavitud i "Border Ruffians" pro-esclavitud al Territori de Kansas i al veí estat de Missouri.
Al cor del conflicte hi havia la qüestió de si el Territori de Kansas permetria o prohibiria l'esclavitud i, així, entrés a la Unió com a estat esclavista o estat lliure. La Llei de Kansas-Nebraska de 1854 demanava la "sobirania popular", que exigia que la decisió sobre l'esclavitud fos feta pels colons del territori (en lloc dels forasters) i decidida per un vot popular. Les tensions seccionals que envoltaven l'esclavitud ràpidament es van centrar a Kansas, amb l'element pro-esclavitud argumentant que cada colon tenia el dret de portar la seva propietat, inclosos els esclaus, al territori; els defensors de la "terra lliure" anti-esclavitud van argumentar no només que l'esclavitud no era ètica, sinó que permetre-la a Kansas permetria que els rics propietaris d'esclaus controlessin la terra amb l'exclusió dels no-propietaris d'eslaus. Missouri, estat esclavista des de 1821, estava poblat per un gran nombre de colons amb simpaties pel Sud i actituds pro-esclavistes, molts dels quals van intentar influir en la decisió a Kansas. El conflicte va ser combatut políticament i també entre civils, on finalment es degenerà en brutal violència de bandes i guerra de guerrilla paramilitar. El terme "Bleeding Kansas" va ser popularitzat pel New-York Tribune d'Horace Greeley.
Bleeding Kansas va ser demostratiu de la gravetat de les qüestions socials més urgents de l'època, des de l'esclavitud fins als conflictes de classe emergents a la frontera nord-americana. La seva gravetat va ocasionar titulars nacionals que van suggerir al poble estatunidenc que les disputes regionals no podien arribar a un compromís sense vessament de sang i, per tant, presagiava directament la Guerra Civil. Kansas va ser admesa a la Unió com a estat lliure el gener de 1861, però la violència partidista va continuar al llarg de la frontera entre Kansas i Missouri durant la major part de la guerra. L'episodi es commemora amb nombrosos monuments i llocs històrics designats.